# Corporación Nacional Forestal
Corporación Nacional Forestal (CONAF) est un organisme chilien dépendant du ministère de l'agriculture. Créé le 13 mai 1970 sous le nom de Corporación de Reforestación, il acquit ses fonctions, ses missions et son nom actuel par le décret du 19 avril 1973. 
Il est chargé de l'administration de la politique des milieux forestiers et de la formation du personnel de ce secteur. Il gère également le Sistema Nacional de Áreas Silvestres Protegidas del Estado (SNASPE) (Système national de zones protégées par l'État en français) qui correspond à tous les milieux naturels terrestres, aquatiques et marins que l'État chilien a décidé de protéger afin de préserver la bio-diversité. La CONAF administre ainsi les parcs nationaux, les réserves nationales et les monuments naturels (par exemple La Portada). Sa principale mission est de contribuer au développement du pays grâce à la conservation du patrimoine naturel et originel par une politique durable des écosystèmes forestiers et notamment la prévention et la lutte contre les incendies de forêt.
En 1976, la CONAF adopte sa mascotte nommée « Forestín » représentant un castor des marais (Myocastor coypus) dont le but à travers son image est de sensibiliser les jeunes générations et le corps enseignant aux écosystèmes et aux emplois liés à l'environnement. La CONAF a ainsi créé un site internet qui leur est dédié : le Club Forestín.
En 2010, la CONAF qui emploie 1 800 personnes, administre 95 sites protégés (parcs, réserves et monuments nationaux) qui représentent un total de 14,3 millions d'hectares.
En 2017, l'organisme est visé par une affaire de corruption lors du choix de trois entreprises espagnoles dans la lutte contre des incendies de forêt qui ont fait 11 morts. L'affaire est confiée à la procureure Ximena Chong et paraît dans la presse sous le nom du « Cartel du feu »